# People's Evangelical Church
People's Evangelical Church är en kristen församling, bildad 1887 i Providence, Rhode Island i USA, av Fred Hillery.
Församlingen var en av de tio lokala församlingar som 1890 bildade the Central Evangelical Holiness Association.
Dess tidning, the Beulah Christian blev efter samgåendet ett organ för CEHA och senare även för the Association of Pentecostal Churches of America som CEHA 1896 gick upp i.